# La Parade (film)
Pour les articles homonymes, voir Parade.
Pour plus de détails, voir Fiche technique et Distribution.
La Parade (en serbe : Парада / Parada) est un film serbe réalisé par Srđan Dragojević sorti en 2011. Il dépeint avec humour la situation difficile des homosexuels en Serbie au début du XXIe siècle.

## Synopsis
Un groupe de militants homosexuels essaie d'organiser un défilé de la fierté à Belgrade. Mais les autorités refusent de leur fournir une protection, alors Radmilo se tourne vers Limun, vétéran de la guerre de l'ex-Yougoslavie et propriétaire d'un club de vigiles, qu'il engage pour assurer la sécurité de la marche. Limun, reconnaissant envers le vétérinaire homosexuel qui a sauvé son chien, accepte cette mission même si elle est contraire à ses idées. Il réunit alors trois autres anciens combattants ennemis devenus compères, respectivement issus de la Croatie, de la Bosnie et du Kosovo, qui acceptent de lui prêter main-forte.

## Fiche technique
- Titre : La Parade
- Titre original : Парада / Parada
- Réalisation : Srđan Dragojević
- Scénario : Srđan Dragojević
- Production : Vladimir Anastasov, Mike Downey, Igor Nola, Biljana Prvanović, Eva Rohrman
- Photographie : Dušan Joksimović
- Montage : Petar Marković
- Sociétés de production : Delirium, Eurimages, Film and Music Entertainment (F&ME), Forum Ljubljana, Mainframe Productions, Sektor Film Skopje
- Sociétés de distribution : Sophie Dulac Distribution (France)
- Pays d'origine :  Serbie,  Slovénie,  Croatie,  Macédoine,  France et  Royaume-Uni, ainsi que le Conseil de l'Europe
- Langue originale : serbe
- Genre : comédie dramatique
- Durée : 112 minutes
- Dates de sortie :
  - Serbie : 31 octobre 2011 (première mondiale) ; 1er novembre 2011 (sortie nationale)
  - Monténégro : 16 novembre 2011
  - Croatie : 15 décembre 2011
  - Slovénie : 29 décembre 2011
  - France : 24 avril 2012 (Festival du film gay et lesbien de Nice) ; 12 juin 2012 (Champs-Élysées Film Festival) ; 10 novembre 2012 (Arras Film Festival) ; 16 janvier 2013 (sortie nationale)

## Distribution
- Nikola Kojo (sr) : Micky Limun (« Citron » en français)
- Miloš Samolov : Radmilo
- Hristina Popović (sr) : Biserka
- Goran Jevtić (sr) : Mirko
- Goran Navojec : Roko
- Dejan Aćimović : Halil
- Toni Mihajlovski : Azem
- Nataša Marković (sr) : Lenka
- Mladen Andrejević (sr) : Djordje (Đorđe)
- Relja Popović (sr) : Vuk
- Radoslav Milenković (sr) : Kecman
- Mira Stupica : Baka Olga
- Marko Nikolić : Bogdan
- Anita Mančić (sr) : Tamara
- Branimir Popović (sr) : Zvonce

## Production
Le film a été tourné en Serbie, Croatie et Macédoine et contient quelques images originales enregistrées lors de la Gay Pride de Belgrade du 10 octobre 2010. Il a été en partie financé par le fond Eurimages. Le réalisateur a dû tourner le film en secret à la suite de menaces par des groupes néonazis et nationalistes.

## Bande originale
La musique du générique de fin est Bilećanka (en) par Zoran Predin, chanson créée en 1940 au moment où un nouveau camp de concentration pour prisonniers politiques a ouvert.

## Distinctions

### En Serbie
- Fipresci Srbija - meilleur long-métrage 2011
- Fipresci Srbija - Nikola Kojo - Meilleur rôle masculin 2011

### À l'international
- Berlinale 2012 :
  - Prix du jury œcuménique – mention spéciale
  - Prix du public Panorama pour un film de fiction
  - Prix des lecteurs Siegessäule des Teddy Awards
- Prix de l'adaptation en sous-titrage 2012-2013 : meilleurs sous-titres français d'un film non anglophone pour Belinda Milosev[3].

## Analyse
Pour la chercheuse Anamarija Horvat, le film exemplifie l'usage du préjudice homophobe et du nationalisme dans les films de la région, et pose la question du souvenir des guerres en Serbie et dans les pays voisins. Le choix de Nikola Kojo dans le rôle d'un vétéran de l'armée Serbe est à relier avec son rôle dans le film Joli Village, Jolie Flamme ou il joue un soldat serbe.